# Aga Joesten
Aga Joesten   (Remagen, 4 d'octubre de 1904 - Liederbach, 18 de novembre de 1996) fou una mezzosoprano alemanya. El 1953 va enregistrar amb el director Paul Schmitz Jenůfa de Leoš Janáček.

## Trajectòria professional
Va estudiar amb Hermann Abendroth, Gertrude Foerstel i Otto Watrin a Colònia. El seu debut es remunta al 1934, quan va començar com a becària a l'Òpera de Colònia. Un any després, el 1935, va ser contractada com a soprano dramàtica al teatre de Remscheid. Entre 1936 i 1938, va formar part de la companyia del teatre de Wuppertal, i posteriorment, del 1938 al 1940, va actuar al teatre d'Essen. A partir de 1940, la seva trajectòria va continuar a l'Staatsoper d'Hamburg fins al 1943, i més tard, del 1943 al 1957, va tenir una destacada carrera a l'Òpera de Frankfurt. En aquest darrer teatre, va brillar especialment en papers com Leonore a Fidelio, Ottone a Ottone de Händel i Kostelnička a Jenufa de Leoš Janáček. El 1953 va enregistrar un disc com a Kostelnička a Jenufa i va fer la seva última aparició destacada com a convidada a l'Òpera Estatal de Berlín.
També va actuar com a convidada a les Òperes Estatals de Viena i Múnic, així com a l'Òpera de la Ciutat de Berlín i l'Òpera de Colònia. A més, va protagonitzar diverses actuacions a l'estranger, oferint concerts a Itàlia i Holanda. A Catalunya, va actuar diverses vegades al Liceu.
El seu repertori incloïa papers memorables com Aïda, el Mariscal a Rosenkavalier, la Comtessa a Les noces de Fígaro, Donna Anna a Don Giovanni, Lady Macbeth a Macbeth de Verdi, Santuzza a Cavalleria rusticana, Tosca, Amelia a Un ballo in maschera de Verdi, Sieglinde a Die Walküre i Venus a Tannhäuser.
Sovint col·laborava amb la ràdio de Frankfurt, oferint recitals i enregistraments. Després de retirar-se de l'escena operística, es va dedicar a la floristeria, obrint una botiga a Frankfurt del Main. Posteriorment, va viure a Torremolinos, a la costa mediterrània espanyola, però finalment va tornar a establir-se a Frankfurt.
Destacava per la seva veu de soprano gran, expressiva i amb un to marcadament dramàtic. Va gravar discos amb el segell DGG, incloent-hi la seva interpretació com a Venus a Tannhäuser.
Després de la seva mort, el seu llegat artístic es conserva en arxius com el de la Universitat de Frankfurt, que custodia el seu fons personal.